# 20 Puppis
20 Puppis, som är stjärnans Flamsteed-beteckning, är en ensam stjärna, belägen i den norra delen av stjärnbilden Akterskeppet. Den har en skenbar magnitud av ca 4,99 och är svagt synlig för blotta ögat där ljusföroreningar ej förekommer. Baserat på parallax enligt Gaia Data Release 2 på ca 3,3 mas, beräknas den befinna sig på ett avstånd på ca 990 ljusår (ca 300 parsek) från solen. Den rör sig bort från solen med en heliocentrisk radialhastighet på ca 17 km/s.

## Egenskaper
20 Puppis är en gul till orange stjärna av spektralklass G4 Ib-II med spektrala drag av både ljusstark jätte och superjätte. Den har en massa som är ca 5 solmassor, en radie som är ca 48 solradier och utsänder från dess fotosfär ca 1 090 gånger mera energi än solen vid en effektiv temperatur av ca 4 800 K.